# TORCS
TORCS (acrònim de The Open Racing Car Simulator) és un videojoc de simulació de carreres de codi obert en 3D. Funciona a Linux, FreeBSD, Mac OS X i Microsoft Windows. El codi font del TORCS és sota la Llicència Pública General de GNU.

## Circuits per defecte
| Nom                                 | Llargària                           | Autor                               | Descripció |
| Circuits de carretera (Road tracks) | Circuits de carretera (Road tracks) | Circuits de carretera (Road tracks) | Circuits de carretera (Road tracks)                                                                           |
| ----------------------------------- | ----------------------------------- | ----------------------------------- | --- |
| Spring (Primavera)                  | 22129,73 m.                         | E.Espie                             | Un circuit molt llarg, que representa la primavera (per això es diu Spring, que en anglès vol dir Primavera). |
| Street 1 (Carrer 1)                 | 3823,05 m.                          | A.Summer                            | Un circuit de carretera.                                                                                      |
| Wheel 1 (Roda 1)                    | 4257,62 m.                          | E.Espie                             | |
| Wheel 2 (Roda 2)                    | 6205,4                              | A.Summer                            | Un circuit ràpid, però amb moltes curves.                                                                     |
| Aalborg                             | 2587,54 m.                          | E.Espie i B.Wymann                  | |
| Alpine 1 (Alpí 1)                   | 6355,65 m.                          | E.Espie                             | Un circuit alpí.                                                                                              |
| E-Track 1                           | 3243,64 m.                          | E.Espie i B.Wymann                  | Circuit amb una "Parada d'autobús".                                                                           |
| E-Track 2                           | 3147,47 m.                          | E.Espie                             | Circuit estret.                                                                                               |
| E-Track 3                           | 4799,34 m.                          | E.Espie                             | |
| E-Track 4                           | 7041,68 m.                          | E.Espie                             | Circuit molt ràpid.                                                                                           |
| E-Track 6                           | 4441,29 m.                          | E.Espie                             | |
| E-Road                              | 3260,43 m.                          | E.Espie i B.Wymann                  | Un circuit amb força curves.                                                                                  |
| CG Speedway number 1                | 2057,56 m.                          | CG i B.Wymann                       | Un circuit ràpid i curt (la mitjana de temps és de 30-35 segons).                                             |
| CG Track 2                          | 3185,83 m.                          | CG                                  | Un circuit molt ràpid.                                                                                        |
| CG Track 3                          | 3843,10 m.                          | CG                                  | Un circuit molt ràpid.                                                                                        |
| Olethros Road 1                     | 6282,81 m.                          | C.Dimitrakakis                      | Un circuit llarg i estret.                                                                                    |
| Ruudskogen                          | 3274,20 m.                          | A.Summer                            | |
| Circuits bruts (Dirt tracks)        |                                     |                                     | |
| Mixed 1 (Barrejat 1)                | 1014,22 m.                          | E.Espie                             | |
| Mixed 2 (Barrejat 2)                | 1412,90 m.                          | E.Espie                             | |
| Dirt 1 (Brut 1)                     | 1072,93 m.                          | E.Espie                             | Circuit per a cotxes amb capacitat per a córrer per terra.                                                    |
| Dirt 2 (Brut 2)                     | 1005,58 m.                          | E.Espie                             | Circuit amb força salts.                                                                                      |
| Dirt 3 (Brut 3)                     | 2205,93 m.                          | A.Summer                            | Un circuit que representa que està a Austràlia.                                                               |
| Dirt 4 (Brut 4)                     | 3260,43 m.                          | E.Espie                             | Basat en un circuit de carretera.                                                                             |
| Dirt 5 (Brut 5)                     | 1072,93 m.                          | E.Espie                             | Circuit amb salts.                                                                                            |
| Dirt 6 (Brut 6)                     | 3147,46 m.                          | E.Espie                             | |
| Circuits ovalats (Oval tracks)      |                                     |                                     | |
| A-Speedway                          | 1908,32 m.                          | E.Espie                             | Circuit rectangular.                                                                                          |